# Kappei Yamaguchi

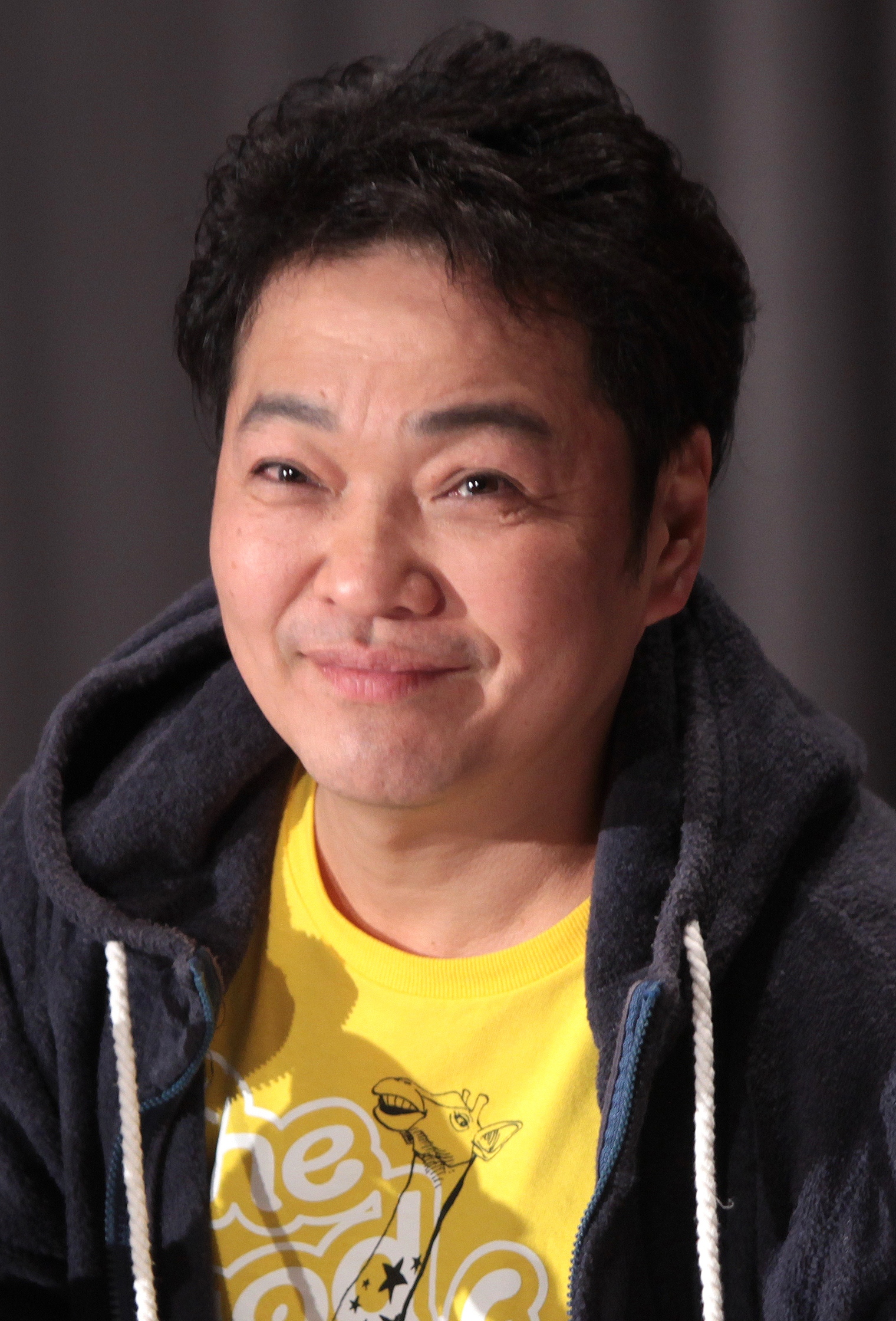
Kappei Yamaguchi (2016)

Kappei Yamaguchi (jap. 山口 勝平, Yamaguchi Kappei; * 23. Mai 1965 in Fukuoka, Präfektur Fukuoka; eigentlich Mitsuo Yamaguchi 山口 光雄 Yamaguchi Mitsuo) ist ein japanischer Synchronsprecher (Seiyū) und Schauspieler. Er ist leitender Direktor der Agentur Gokū und gehört u. a. der Schauspielertruppe 21st century FOX an.
Zu seinen bekanntesten Rollen gehören Ranma Saotome (Ranma), Inu Yasha (Inu Yasha), Tororo (Sgt. Frog), Shin’ichi Kudō und Kaito Kid (Detektiv Conan), Lysop (One Piece) und L (Death Note).

## Biografie
Kappei Yamaguchi machte seinen Abschluss an einer Akademie für Synchron-, Rundfunk und Fernsehsprecher in Tokyo. 1988 hatte er sein Debüt als Synchronsprecher als namenloser Matrose in Cubitus. 1989 hatte er seinen Durchbruch in der Hauptrolle Ranma Saotome. Seither war er in seinem Beruf als Seiyū sehr aktiv, sein eigentlicher Beruf ist jedoch Theaterschauspieler.

## Rollen (Auswahl)
| - 1+2=Paradise (Yusuke Yamamoto) - Aka-chan to Boku (Takuya Enoki, Dee) - Arslan Senki (Arslan) - Baccano! (Chic Jefferson) - Betterman (Keita Aono) - Dead Leaves (Retro) - DearS (Hikoro Oikawa) - Death Note (L) - Detektiv Conan (Shin’ichi Kudô, Kaitô Kid) - Die Zwölf Königreiche (Rokuta) - Eyeshield 21 (Tarou Raimon) - Giant Robo (Daisaku Kusama) - Gokinjo Monogatari (Tsutomu Yamaguchi) - Gravitation (Manga) (Ryuichi Sakuma) - Hunter x Hunter (2011, Feitan) - Inu Yasha (Inu Yasha) - Jeanne, die Kamikaze-Diebin (Noyn Claude) - Keroro Gunsō (Tororo) - Kikis kleiner Lieferservice (Tombo) - Kindaichi Shōnen no Jikenbo (Film) (Hajime Kindaichi) - La Blue Girl (Nin-Nin) - The Law of Ueki (Hideyoshi Sōya) - Madara (Madara) - Mobile Fighter G Gundam (Sai Saici) - Mouse (Sorata Muon / Mouse) - Neo Angelique Abyss (René) - One Piece (Lysop) - Pandora Hearts (Cheshire Cat) - Palme no Ki (Roalt) - Peace Maker Kurogane (Shinpachi Nagakura) - Plastic Little (Nichol) - Ranma ½ (Ranma Saotome) - Record of Lodoss War (Etoh) - Red Baron (Ken Kurenai) - Rizelmine (Tomonori Iwaki) - Sōryūden (Amaru Ryūdō) - The Hakkenden (Sosuke Inukawa/Gakuzo) - Tokyo Babylon (Subaru Sumeragi) | - Angel’s Feather (Hamura Shō) - Breath of Fire III–IV (Ryū) - Crash Bandicoot I–III (Crash) - CROSS†CHANNEL (Tomoki Shima) - Harry Potter (Harry Potter) - Kaze no Densetsu Xanadu (Ariosu) - Neo Angelique Abyss (René) - Persona 4 (Kuma) - Tengai Makyō (Kabuki-dan Jūrō) - Starry Sky – After Summer (Ai Akatsuki) - Bishōjo Senshi Sailor Moon (Artemis; nur Stimme) - South Park (Kyle Broflovski) |

## Auszeichnungen
- 2003: Tōkyō Kokusai Anime Fair Bester Synchronsprecher für Inu Yasha in Inu Yasha